# Aeon (Magazin)
Aeon ist ein 2012 von Paul und Brigid Hains in London gegründetes digitales Magazin, das sich mit Kultur und Ideen befasst.
Das Magazin, das täglich neue Artikel veröffentlicht, sieht sich als Plattform, die „die wichtigsten Fragen stellt und die neuesten, originellsten, von Weltexperten erarbeiteten Antworten gibt in den Bereichen Wissenschaft, Philosophie und Gesellschaft.“ („asks the biggest questions and finds the freshest, most original answers, provided by world-leading authorities on science, philosophy and society.“)
Aeon veröffentlicht lange, tiefgehende Essays sowie kürzere Inhalte und kurze Dokumentarfilme. Es enthält ebenfalls einen Conversations channel, wo Leser Fragen zu den veröffentlichten Artikeln beantworten können und somit ihr eigenes Verständnis mit einbringen können.
Mehrere der bei Aeon veröffentlichten Artikel haben Preise bei Essay-Wettbewerben gewonnen.
Aeon hat Niederlassungen in London, Melbourne und New York.

## Mitwirkende
Autoren waren oder sind unter anderem Martin W. Angler, Sabine Hossenfelder, George Musser, Philip Ball, Janna Levin, Frans de Waal, Julian Baggini, A. L. Kennedy, David Dobbs, Michael Graziano, Sven Birkerts, Marek Kohn, Tim Lott, Jessa Gamble, Ruth Padel, Steven Poole, John Quiggin, Roger Scruton, David Deutsch, Wendy Orent, Vincent T. DeVita, Dava Sobel und Edward Wilson.